# 劇団シアター・ウィークエンド
劇団シアター・ウィークエンド（げきだんシアター・ウィークエンド）とは、松本喜臣が主宰する日本の劇団。
主な上演作品に、「にっぽん音吉物語」、「流・流」、「貞奴」などがある。拠点劇場は「スタジオ・座・ウィークエンド」。お笑いで有名な「中野twl」は系列のスタジオ。

## 来歴
1973年に創立され、名古屋を中心に活動している。
1988年に劇団創立15周年を迎え、小劇場としては画期的な1カ月長期公演「漂浪」（東田麻希：作、松本喜臣：演出）を成功させた。そして同年に、松本喜臣が「第10回都市文化奨励賞」を受賞。
1989年10月には、文化庁芸術祭主催公演「地域劇団東京演劇祭」に参加。さらには1993年には、20年間の活動が認められ、名古屋市芸術賞奨励賞を受賞。
地元名古屋を中心にした活動ではあるが、知多郡出身の山本音吉を主役にした「にっぽん音吉物語」でシンガポール公演、アメリカ（ベルヴュー市）公演、イギリス（ロンドン、バンガー市）公演も実現させている。
2013年に劇団創立四十年を迎えた。

## 所属俳優
- 松本喜臣（主宰）
- 後藤明日香
- 中村真弓
- 岩田浩明
- 黒河内彩
- 三輪和泉
- 堀部幸隆
- 富田裕子
- 石原渉
- 中野由佳子
- 川辺早紀子
- 松岡和貴
- 山岸憲
- 栗木るみ子

## かつて所属していた俳優
- 小山茉美
- 水間邦子

## 主な公演
- 『にっぽん音吉物語』作：東田麻希（2001年5月 / ロンドン：ブルームズベリー劇場、ウェールズ：グイニド劇場）
- 喜劇『霊験』（2002年5月 / 名古屋能楽堂）
- 『貞奴☆風よ吹け!雪よ舞え!』作：東田麻希（2006年4月、愛知県芸術劇場小ホール）
- 『Fuckin' Col!!5』（2006年12月 / スタジオ・座・ウィークエンド）
- 『音吉故郷へ帰る』作：東田麻希（2007年5月 / ちくさ座）
- 『楽屋』作：清水邦夫（2007年9月 / スタジオ・座・ウィークエンド）
- 『ラ・ヴィータ』（2007年12月 / スタジオ・座・ウィークエンド）
- 『Az』（2008年5月 / スタジオ・座・ウィークエンド）
- 『Global Drifter OTOKICHI』作：東田麻希（2008年9月 / The Mamiya Theatre）
- 『マッチ売りの少女』作：別役実（2008年12月 / スタジオ・座・ウィークエンド）
- 『やわらかい服を着て』作：永井愛（2009年9月 / スタジオ・座・ウィークエンド）
- 『恋愛戯曲』作：鴻上尚史（2010年1月、2月 / スタジオ・座・ウィークエンド）
- 『熱海殺人事件』作：つかこうへい（2010年3月、4月 / スタジオ・座・ウィークエンド）
- 『闇の墓場』作：松本喜臣（2010年5月、6月 / スタジオ・座・ウィークエンド）
- 『ちゃんとした道』作：小川未玲（2010年7月、8月 / スタジオ・座・ウィークエンド）
- 『結婚申し込み／創立記念祭』作：アントン・チェーホフ（2010年9月 / スタジオ・座・ウィークエンド）
- 『メニー・クリスマス』作：後藤明日香（2010年11月、12月 / スタジオ・座・ウィークエンド）
- 『街　〜これやこの行も帰るも別れては知るも知らぬも、、、楽天地』作：東田麻希（2011年5月 / 愛知県芸術劇場小ホール）
- 『絢爛とか爛漫とか』作：飯島早苗（2011年7月 / スタジオ・座・ウィークエンド）
- 『歌わせたい男たち』作：永井愛（2011年9月 / スタジオ・座・ウィークエンド）
- 『幸せ最高ありがとうマジで！』作：本谷有希子（2012年8月 / スタジオ・座・ウィークエンド）
- 『明日元気になあれ！』作：東田麻希（2013年6月 / 愛知県芸術劇場小ホール）
- 『くちづけ』作：宅間孝行（2014年5月 / スタジオ・座・ウィークエンド）
- 『ろくでなし』作：岩田浩明（2015年9月 / スタジオ・座・ウィークエンド、中野Studio twl）
- 『お勝手の姫』作：小川未玲（2016年9月 / スタジオ・座・ウィークエンド）
- 『海と日傘』作：松田正隆（2017年５月 / スタジオ・座・ウィークエンド、2017年６月 / 中野Studio twl）
- 『街の結婚相談所』作：岩田浩明（2022年1月 / スタジオ・座・ウィークエンド　動画配信）